# زمین‌لرزه ۱ اوت ۱۹۳۶ چین
زمین‌لرزه چین  در تاریخ ۱ اوت ۱۹۳۶ میلادی، برابر با ‎۱۰ مرداد ۱۳۱۵، ساعت ۶:۲۴:۳۰ به زمان یوتی‌سی در چین رخ داد. بزرگی آن ۶ در مقیاس ریشتر اعلام شده‌است. زمین‌لرزه به وقت محلی در روز شنبه، ساعت ۱۴ روی داده و منطقه زمانی آن یوتی‌سی +۸ بوده‌است .
سازمان زمین‌شناسی آمریکا نیز جای این زمین‌لرزه را در مختصات ۳۴°۱۲′شمالی ۱۰۵°۴۲′شرقی / ۳۴٫۲°شمالی ۱۰۵٫۷°شرقی و بزرگی آنرا برابر با ۶ در مقیاس ریشتر اعلام کرده‌است. 
شمار کشتگان زلزله حدود ۱۴۴ نفر بوده‌است.تعداد زخمیان ۵۸ نفر برآورده شده‌است.